# Kurd-Laßwitz-Preis

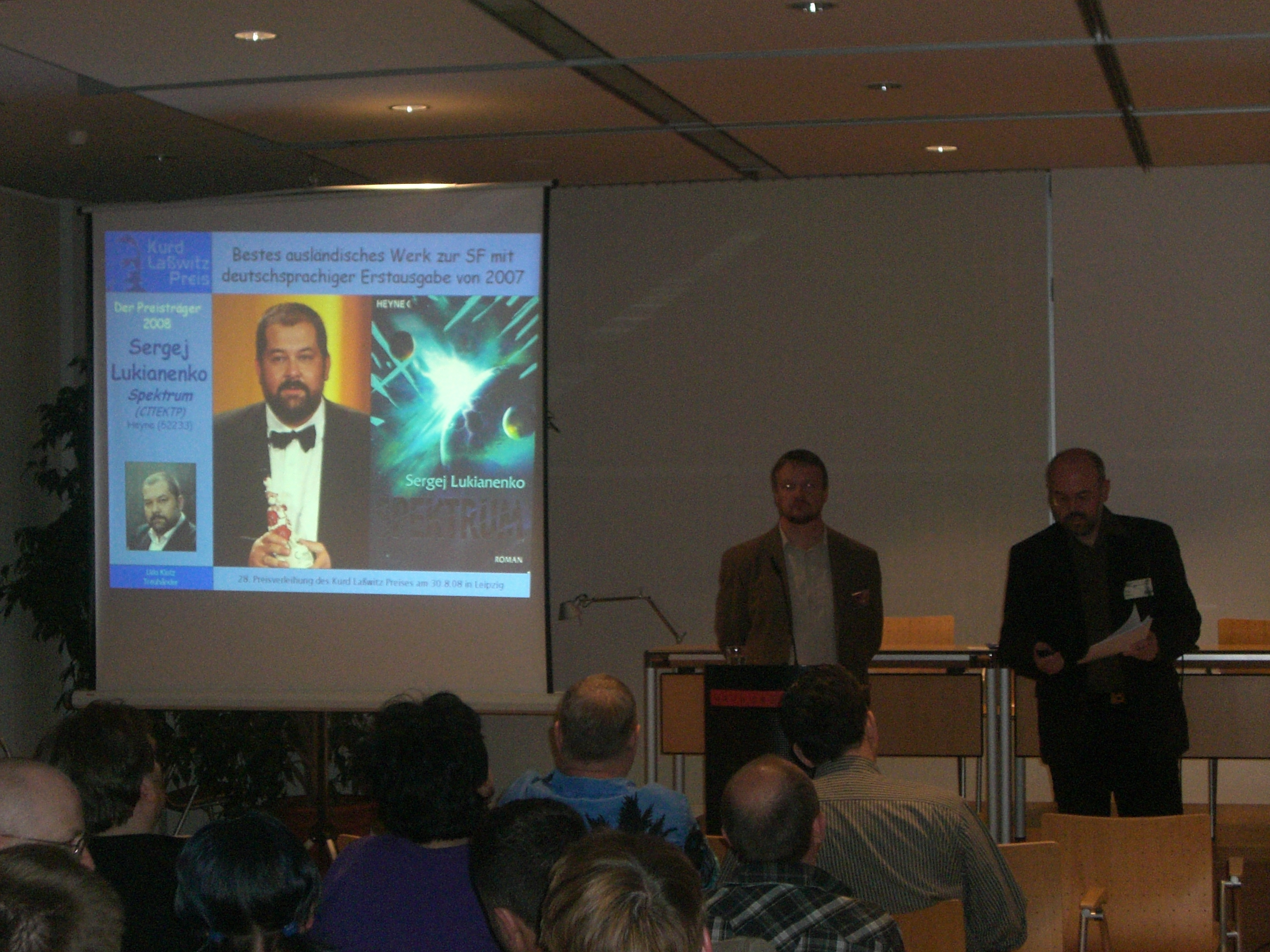
Verleihung des Kurd-Laßwitz-Preises auf dem Elstercon 2008

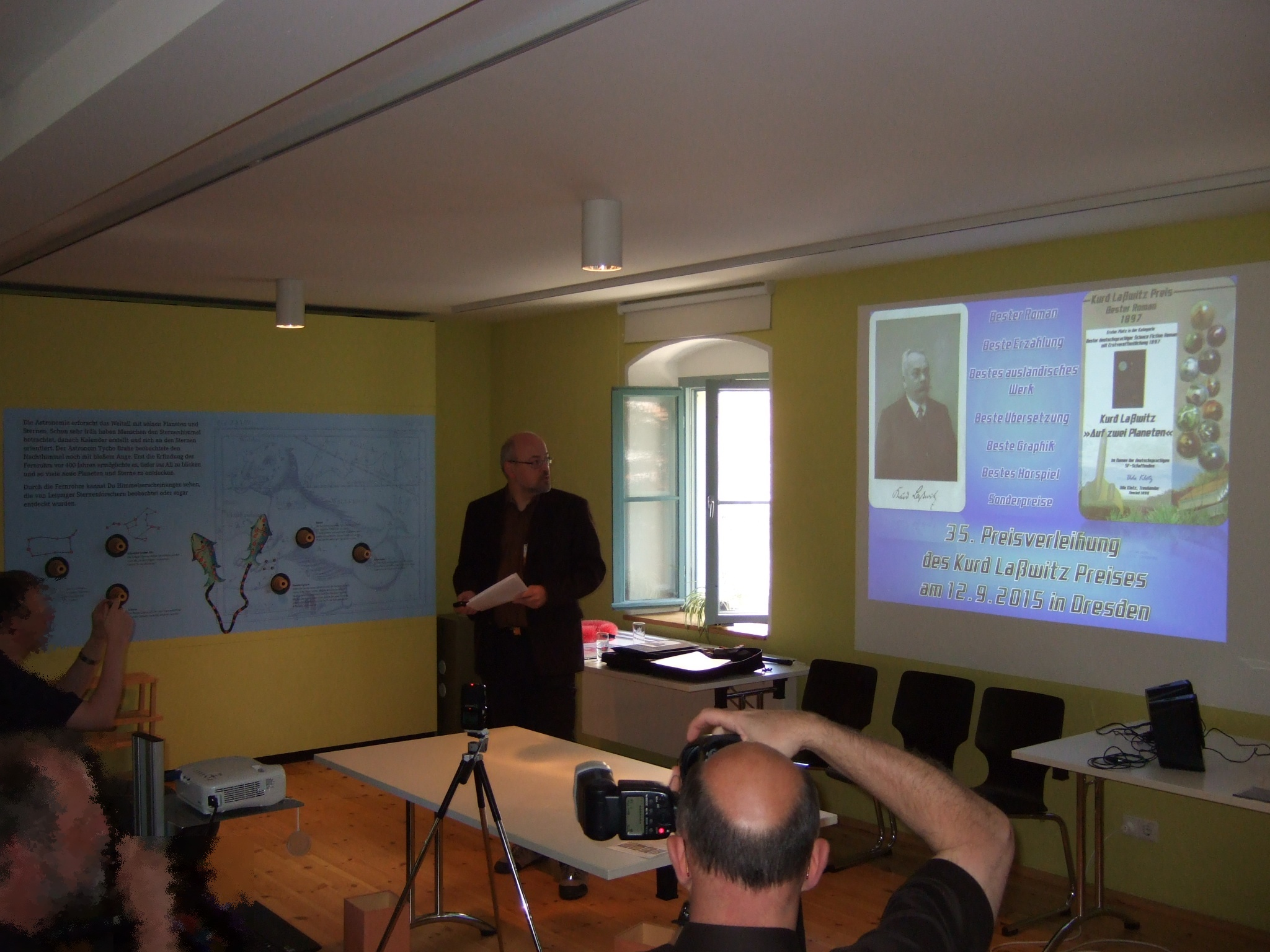
Udo Klotz bei der Verleihung 2015 im Palitzsch-Museum in Dresden

Der Kurd-Laßwitz-Preis ist ein undotierter Preis, der jährlich von Autoren, Übersetzern, Herausgebern, Verlegern, Lektoren, Graphikern und Fachjournalisten der deutschsprachigen Science-Fiction vergeben wird. Mit Hilfe des Kurd-Laßwitz-Preises werden herausragende Leistungen vor allem im Bereich der deutschsprachigen Science-Fiction geehrt, um damit die Preisträger und die deutschsprachige Science-Fiction zu unterstützen. Es ist der bekannteste deutschsprachige SciFi-Preis.
Der Preis wurde 1980 nach dem Vorbild des amerikanischen Nebula Award ins Leben gerufen und nach dem deutschen Science-Fiction-Autor Kurd Laßwitz benannt. Ausgezeichnet wird jährlich die beste Produktion des Vorjahres. Der Preis wurde zunächst in sechs Kategorien vergeben („Roman“, „Erzählung“, „Kurzgeschichte“, „Übersetzer“, „Graphiker“ sowie „Sonderpreis“); 1983 wurde die Kategorie „Bester ausländischer Roman“ aufgenommen, die 1997 in „Bestes ausländisches Werk“ umbenannt wurde. 1987 folgten die Kategorien „Hörspiel“ und „Film“. Während die Kategorie „Hörspiel“ seit 1993 eine eigene Jury besitzt, wurde die Kategorie „Film“ 1996 in die Kategorie „Sonderpreis“ integriert. 1997 wurden die Kategorien „Erzählung“ und „Kurzgeschichte“ zusammengefasst und seit 2001 entscheidet in der Kategorie „Übersetzung“ eine Fachjury.
Nominierung und Abstimmung erfolgt durch die Abstimmungsberechtigten, d. h. der im Bereich der Science-Fiction professionell tätigen Autoren, Übersetzer, Graphiker, Lektoren, Verleger, Fachjournalisten und ehemaligen Preisträger. Die Abstimmungsberechtigung und das Abstimmungsverfahren wird in den Statuten des Kurd-Laßwitz-Preises festgelegt. Im Abstimmungsergebnis wird nur nach Gewinner und Nominierungen unterschieden, auch wenn auf der Website des Preises zusätzlich Angaben über die Anzahl der pro Nominierung erreichten Punkte der Abstimmung zu finden sind. Diese dienen reinen Informationszwecken.
Seit 1991 wird die Verleihung von Udo Klotz organisiert. Seit 2000 (abwechselnd seit 2007) finden die Verleihungen bei dem Elstercon in Leipzig und dem Penta-Con in Dresden statt.

## Preisträger
Die Angabe „nicht vergeben“ in den nachfolgenden Auflistungen bedeutet, dass es in dem betroffenen Jahr keine Nominierungen gab oder dass die Jury – obwohl es Nominierungen gab – von einer Preisvergabe abgesehen hat.

### Bester Roman
1981
- Georg Zauner, Die Enkel der Raketenbauer
  - Karl-Heinz Prieß, Androiden-Jäger
  - Thomas R. P. Mielke, Grand Orientale 3301
  - Michail Krausnick, Im Schatten der Wolke: Eine Liebe in Lebensgefahr
  - Herbert W. Franke, Schule für Übermenschen

1982
- Wolfgang Jeschke, Der letzte Tag der Schöpfung
  - Reinmar Cunis, Der Mols-Zwischenfall
  - Thomas R. P. Mielke, Der Pflanzen Heiland
  - Rolf W. Liersch, Sternenstaub
  - Eva Bauche-Eppers, Tagila
  - David Chippers, Zeit der Wanderungen

1983
- Richard Hey, Im Jahr 95 nach Hiroshima
  - Matthias Horx, Es geht voran: Ein Ernstfall-Roman
  - Michael Weisser, Syn-Code-7
  - Herbert W. Franke, Tod eines Unsterblichen
  - Herbert W. Franke, Transpluto

1984
- Thomas R. P. Mielke, Das Sakriversum
  - Michael Weisser, .Digit.
  - Thomas Ziegler, Alles ist gut
  - Malte Heim, Das Ende des Sehers
  - Ronald M. Hahn und Harald Pusch, Die Temponauten
  - Hans Bemmann, Stein und Flöte
  - Alfred Tilp, Tour de France

1985
- Herbert W. Franke, Die Kälte des Weltraums
  - Werner Zillig, Die Parzelle
  - Thomas Ziegler, Die Stimmen der Nacht
  - Andreas Brandhorst und Horst Pukallus, In den Städten, in den Tempeln
  - Michael Weisser, Off-Shore
  - Stefan Heym, Schwarzenberg

1986
- Herbert W. Franke, Endzeit
  - Thomas R. P. Mielke, Der Tag, an dem die Mauer brach
  - Georg Zauner, Die Erinnerungen des Helden Sigfrid
  - Uwe Anton und Thomas Ziegler, Erdstadt
  - Horst Pukallus, Krisenzentrum Dschinnistan

1987
- Carl Amery, Die Wallfahrer

1988
- Gudrun Pausewang, Die Wolke

1989
- Norbert Stöbe, New York ist himmlisch

1990
- Wolfgang Jeschke, Midas oder die Auferstehung des Fleisches

1991
- Carl Amery, Das Geheimnis der Krypta
  - Gert Heidenreich, Belial oder die Stille
  - Uschi Zietsch, Der Stern der Götter
  - Angela Steinmüller und Karlheinz Steinmüller, Der Traummeister
  - Günter Braun und Johanna Braun, Die Zeit bin ich, Paskal
  - Martin Eisele, Moon 44
  - Karin Ivancsics, Panik
  - Ernst Petz, Stellvertreter-Krieg

1992
- Christian Mähr, Fatous Staub
  - Günter Braun und Johanna Braun, Das Ende des Pantamannes
  - Fanny Morweiser, Das Medium
  - Norbert Stöbe, Der Weg nach unten
  - Gerhard Mensching, Die abschaltbare Frau
  - Paul Blaha, Schöne freie Welt
  - Jochen Beyse, Unstern: Bericht
  - Alfred Leman, Zilli 2062

1993
- Herbert Rosendorfer, Die Goldenen Heiligen oder Columbus entdeckt Europa
  - Urs Widmer, Der blaue Siphon
  - Rafik Schami, Der ehrliche Lügner
  - Theo Löbsack, Der Unfall
  - Ernst Petz, Trento
  - Heike Hohlbein und Wolfgang Hohlbein, Unterland

1994
- Thomas Ziegler, Die Stimmen der Nacht
  - Harald Scherschel, Die Erstbesteigung der Bücherwand
  - Andreas Melzer, Killerbaby

1995
- Hans Joachim Alpers, Das zerrissene Land
  - Thomas R. P. Mielke, Befehl aus dem Jenseits
  - Hans Kneifel, Der Traum der Maschine
  - Harald Braem, Der Vulkanteufel
  - Hans Joachim Alpers, Die Augen des Riggers
  - Peter Terrid, Die Wurzeln des Todes
  - Jörg Kastner, Schaumpatrouille: die pitschnassen Abenteuer des Schaumschiffes Carryon
  - H. G. Francis, Sturm der neuen Zeit
  - Gisbert Haefs, Traumzeit für Agenten
  - Hubert Haensel, Verlorenes Leben
  - Uschi Zietsch, Welt der Prospektoren

1996
- Hans Joachim Alpers, Die graue Eminenz
  - Heinz Riedler, Brot und Spiel
  - Ralph Sander, Der Garten
  - Kai Meyer, Der Rattenzauber
  - Andreas Eschbach, Die Haarteppichknüpfer
  - Gert Heidenreich, Die Nacht der Händler
  - Uwe Anton, Psychospiel
  - Peter Terrid, Welt über den Wolken

1997
- Andreas Eschbach, Solarstation
  - Hermann Stöckl, Aschereide
  - Ronald M. Hahn, Auf der Erde gestrandet
  - Bernhard Kegel, Das Ölschieferskelett
  - Norman Ohler, Die Quotenmaschine
  - P. M., Die Schrecken des Jahres 1000
  - Rainer Fuhrmann, Kairos
  - Thorsten Becker, Schönes Deutschland

1998
- nicht vergeben
  - Ilija Trojanow, Autopol
  - Julian Bodie, Babylon Head Hunter
  - Ady Henry Kiss, Bakerʼs Barn
  - Michael Szameit, Copyworld
  - Peter-Paul Zahl, Das Ende Deutschlands
  - Horst Pukallus, Der Moloch von Moordendijk
  - Uwe Anton, Der programmierte Attentäter
  - Herbert Rosendorfer, Die große Umwendung: neue Briefe in die chinesische Vergangenheit
  - Peter Terrid, Eine Welt für Mörder
  - Stefan Sommer, Erfurt: Samenkiller unterwegs? Ein futuristischer Ökokrimi
  - Robert Feldhoff, Grüße vom Sternenbiest
  - W. K. Giesa und Claudia Kern, Hagar Qim
  - Kai Meyer, Hex
  - P. M., Kumbi
  - Konrad Schaef, Mauern der Macht
  - Heiko Michael Hartmann, MOI
  - Reinhold Ziegler, Version 5 Punkt 12

1999
- Andreas Eschbach, Das Jesus-Video
  - Gert Heidenreich, Abschied von Newton
  - P. M., Agbala dooo!: Eine Reise durch das helvetische Territorium im Jahre 205 p.r.
  - Ronald M. Hahn und Horst Pukallus, Alptraumland
  - Manfred Wegener, Am Abgrund der Zeit
  - Klaus Middendorf, Big Dablju
  - Achim Mehnert und Konrad Schaef, Das Tribunal der Häuser
  - Alexander Kröger, Das zweite Leben
  - Günter Hack, Der Architekt im Glashaus
  - Andreas Eschbach, Der Gesang der Stille
  - Timothy McNeal, Der Tod der Physiker
  - Wilfried A. Hary und Konrad Schaef, Die Meister des Lebens
  - Bernd Karwath, Die Tiefe
  - Hartwig Hilgenstein, Digitale Tänzer
  - Rainer Castor, Gea, die vergessene Welt
  - Florian Nelle, Kalter Frühling
  - Ronald M. Hahn, Socialdemokraten auf dem Monde
  - Uwe Anton, Statistiker des Todes
  - Tim Staffel, Terrordrom
  - Stefan T. Pinternagel, Totentanz
  - Joachim Körber, Wolf
  - Akif Pirinçci, Yin

2000
- Andreas Eschbach, Kelwitts Stern
  - Sonja Rehak, 2312: Distel Kranichs Suche nach Sex
  - Jörg Feierabend, Black Mama
  - Christian von Ditfurth, Die Mauer steht am Rhein: Deutschland nach dem Sieg des Sozialismus
  - Matthias Robold, Hundert Tage auf Stardawn oder Der Status des Menschen
  - Martin Eisele, Kinder der Götter
  - Emil Zopfi, Londons letzter Gast
  - Daniel Kehlmann, Mahlers Zeit
  - Björn Lippold, Nachtstreife
  - Ronald M. Hahn, Psychotransfer
  - Myra Çakan, When the musicʼs over

2001
- Michael Marrak, Lord Gamma
  - Andreas Winterer, Cosmo Pollite
  - Marcus Hammerschmitt, Der Opal
  - Barbara Slawig, Die lebenden Steine von Jargus
  - Helge T. Kautz, Farnhams Legende
  - H. D. Klein, Googol: Der Flug der Nostradamus
  - Ulrike Nolte, Jägerwelten

2002
- Andreas Eschbach, Quest
  - Christian von Ditfurth, Der 21. Juli
  - Marcus Hammerschmitt, Der Zensor
  - Myra Çakan, Downtown Blues
  - Olaf-Axel Burow und Jens Johler, Gottes Gehirn
  - Bodo Kroll, Nexen: das Ende der Menschheit
  - Bernhard Kegel, Sexy Sons
  - Ronald M. Hahn und Horst Pukallus, Wo keine Sonne scheint: Ein utopischer Roman aus dem Jahr 1948

2003
- Michael Marrak, Imagon
  - Gerd Graenz, Adolf Braun, geb. Hitler, 1889 - 1989: eine deutsch-deutsche Groteske
  - Oliver Henkel, Kaisertag
  - Andreas Eschbach, Perfect Copy: Die zweite Schöpfung
  - Marcus Hammerschmitt, Polyplay
  - Birgit Rabisch, Unter Markenmenschen

2004
- Andreas Eschbach, Der Letzte seiner Art
  - Markus Heitz, Aeternitas
  - Frank Böhmert, Die Sternenhorcher
  - Reinhard Köhrer, Menschenspuren
  - H. D. Klein, Phainomenon
  - André Wiesler, Shelley

2005
- Frank Schätzing, Der Schwarm
  - Wolfgang Hohlbein und Heike Hohlbein, Anders
  - Andreas D. Hesse, Arcan-Virus
  - Christian von Aster, Armageddon-TV
  - Dieter Hasselblatt, Aufklärung eines Modelle-Falls oder Modelle Delphin, Hiob, Säurebad
  - Peter Schwindt, Der Fall Montauk
  - Andreas Brandhorst, Diamant
  - Andreas Eschbach, Die seltene Gabe
  - Frank Böhmert, Die Traumkapseln
  - Sibylle Berg, Ende gut
  - Thomas Thiemeyer, Medusa
  - Herbert W. Franke, Sphinx_2
  - Peter Schwindt, Zeitsprung

2006
- Wolfgang Jeschke, Das Cusanus-Spiel
  - Thomas Lehr, 42
  - Rob Alef, Bang Bang stirbt
  - Volker Strübing, Das Paradies am Rande der Stadt
  - Andreas Brandhorst, Der Zeitkrieg
  - Markus C. Schulte von Drach, Furor
  - Dietmar Dath, Für immer in Honig
  - Bodo Kroll, Goon
  - Michael Marrak, Morphogenesis
  - Thomas Thiemeyer, Reptilia

2007
- Herbert W. Franke, Auf der Spur des Engels
  - Ulrich C. Schreiber, Die Flucht der Ameisen: Eine geokalyptische Vision
  - Ulrike Nolte, Die fünf Seelen des Ahnen
  - Andreas Eschbach, Die gläsernen Höhlen
  - Titus Müller, Die Siedler von Vulgata
  - Armin Rößler, Entheete
  - Andreas Brandhorst, Feuervögel

2008
- Andreas Eschbach, Ausgebrannt
  - Frank Borsch, Alien Earth - Zyklus
  - Armin Rößler, Andrade
  - Karl Olsberg, Das System
  - David Dalek, Das versteckte Sternbild
  - Frank W. Haubold, Die Schatten des Mars
  - Thomas Thiemeyer, Magma
  - Michael K. Iwoleit, Psyhack
  - Dirk van den Boom, Tentakelschatten

2009
- Dietmar Dath, Die Abschaffung der Arten
  - Siegfried Langer, Alles bleibt anders
  - Armin Rößler, Argona
  - Christian Kracht, Ich werde hier sein im Sonnenschein und im Schatten
  - Heidrun Jänchen, Simon Goldsteins Geburtstagsparty

2010
- Andreas Eschbach, Ein König für Deutschland
  - Karsten Kruschel, Der Regenplanet
  - Matthias Falke und Michael Knoke, Der Virenplanet
  - Karsten Kruschel, Die Eingeborenen
  - Oliver Henkel, Im Jahre Ragnarök
  - Frank Schätzing, Limit
  - Uwe Post, Symbiose
  - Michael Marcus Thurner, Turils Reise

2011
- Uwe Post, Walpar Tonnraffir und der Zeigefinger Gottes
  - Stefan Blankertz, Der Lamo-Kodex
  - Andreas Brandhorst, Kinder der Ewigkeit
  - Thomas Thiemeyer, Korona
  - Michael Marcus Thurner, Plasmawelt
  - Marcus Hammerschmitt, Yardang

2012
- Andreas Eschbach, Herr aller Dinge
  - Thomas Elbel, Asylon
  - Annette John, Deadline 24
  - D. W. Schmitt, Der Graue Berg
  - Myra Çakan, Dreimal Proxima Centauri und zurück
  - Karsten Kruschel, Galdäa: Der ungeschlagene Krieg
  - Simon Urban, Plan D

2013
- Dietmar Dath, Pulsarnacht
  - Pia Biundo, Alle Zeit der Welt
  - Andreas Brandhorst, Das Artefakt
  - Michael Marrak, Das Königreich der Tränen
  - Oliver Henkel, Die Fahrt des LEVIATHAN
  - Frank W. Haubold, Die Gänse des Kapitols
  - Markus Stromiedel, Die Kuppel
  - André Pilz, Die Lieder, das Töten
  - Chris Schlicht, Maschinengeist
  - Richard Dübell, Toufec

2014
- Wolfgang Jeschke, Dschiheads
  - Matthias Falke, Bran
  - Karsten Kruschel, Das Dickicht
  - Frank W. Haubold, Das Todes-Labyrinth
  - Hannes Stein, Der Komet
  - Georg Klein, Die Zukunft des Mars
  - Dirk van den Boom, Eine Reise alter Helden
  - Claudia Kern, Homo Sapiens 404: Erste Staffel 1.1 - 1.6
  - Dirk van den Boom, Kaiserkrieger
  - Uwe Post, SchrottT

2015
- Tom Hillenbrand, Drohnenland
  - Andreas Brandhorst, Das Kosmotop
  - Nadine Boos, Der Schwarm der Trilobiten
  - Ralf Boldt, Der Temporalanwalt
  - Marcus Staiger, Die Hoffnung ist ein Hundesohn
  - Dietmar Dath, Feldeváye: Roman der letzten Künste
  - Uwe Post, Sterne in Asche

2016
- Andreas Brandhorst, Das Schiff
  - Frank Hebben, Der Algorithmus des Meeres
  - Axel Kruse, Glühsterne
  - Robert Corvus, Grauwacht
  - Frank W. Haubold, Götterdämmerung-Trilogie
  - Matthias Falke, Kampf mit den Tloxi
  - Phillip P. Peterson, Paradox: Am Abgrund der Ewigkeit
  - Leif Randt, Planet Magnon
  - Harald Martenstein und Tom Peuckert, Schwarzes Gold aus Warnemünde
  - Dietmar Dath, Venus siegt

2017
- Andreas Brandhorst, Omni
  - Karsten Kruschel, Das Universum nach Landau
  - Christopher Ecker, Der Bahnhof von Plön
  - Thomas Thiemeyer, Babylon
  - Marc Elsberg, Helix: Sie werden uns ersetzen
  - Horst Evers, Alles außer irdisch
  - Karla Schmidt, Ein neuer Himmel für Kana
  - Jo Koren, Vektor
  - Jens Lubbadeh, Unsterblich
  - Frank Hebben, Im Nebel kein Wort
  - Gabriele Nolte, Blumen vom Mars
  - Arne Ahlert, Moonatics
  - Matthias Falke, Sternentor

2018
- Michael Marrak, Der Kanon mechanischer Seelen
  - Claudia Kern, Divided States of America
  - Dirk van den Boom, Die Welten der Skiir
  - Andreas Brandhorst, Das Erwachen
  - Kai Meyer, Die Krone der Sterne
  - Marc-Uwe Kling, QualityLand
  - Uwe Post, Walpar Tonnraffir und die Ursuppe mit extra Chili
  - Doron Rabinovici, Die Außerirdischen
  - Jens Lubbadeh, Neanderthal
  - Matthias Oden, Junktown
  - Uwe Hermann, Versuchsreihe 13 - Die Epidemie

2019
- Andreas Eschbach, NSA – Nationales Sicherheits-Amt
  - Tom Hillenbrand, Hologrammatica
  - Dirk van den Boom, Canopus
  - Frank Schätzing, Die Tyrannei des Schmetterlings
  - Judith C. Vogt, Roma Nova
  - T. S. Orgel, Terra
  - Georg Klein, Miakro
  - Andreas Brandhorst, Ewiges Leben
  - Andreas Brandhorst, Die Tiefe der Zeit
  - Kai Meyer, Hexenmacht
  - Willi Hetze, Die Schwärmer

2020
- Andreas Eschbach, Perry Rhodan – Das größte Abenteuer
  - Michael Marrak, Der Garten des Uroboros
  - Dietmar Dath, Neptunation
  - Melanie Vogltanz, Shape Me
  - Dirk van den Boom, Metropole 7 (Der letzte Admiral, Band 1)
  - Michael K. Iwoleit, Der Moloch
  - Juan S. Guse, Miami Punk
  - Caroline Hofstätter, Das Ewigkeitsprojekt
  - Bernd Perplies, Am Abgrund der Unendlichkeit
  - Emma Braslavsky, Die Nacht war bleich, die Lichter blinkten
  - Galax Acheronian, Ein Fremder unter Millionen
  - Christian Humberg, Die zweite Erde

2021
- Andreas Eschbach, Eines Menschen Flügel
  - Tom Hillenbrand, Qube
  - Gabriele Behrend, Salzgras & Lavendel
  - Uwe Post, E-tot
  - Michael Marrak, Anima ex Machina
  - Zoë Beck, Paradise City
  - Heribert Kurth, Unter den Sternen von Tha
  - Mark-Uwe Kling, QualityLand 2.0
  - Christoph Dittert, Fallender Stern
  - Sameena Jehanzeb, Was Preema nicht weiß

2022
- Uwe Hermann, Nanopark
  - Andreas Brandhorst, Mars Discovery
  - Raphaela Edelbauer, DAVE
  - Sven Haupt, Stille zwischen den Sternen
  - Hans Jürgen Kugler, Von Zeit zu Zeit
  - Jacqueline Montemurri, Der Koloss aus dem Orbit
  - Uwe Post, Klima-Korrektur-Konzern
  - Janna Ruth, Memories of Summer. Wer bist du ohne Vergangenheit?
  - Judith und Christian Vogt, Anarchie Déco
  - Kathleen Weise, Der vierte Mond

2023
- Aiki Mira, Neongrau – Game Over im Neurosubstrat
  - Nils Westerboer, Athos 2643
  - Theresa Hannig, Pantopia
  - Aiki Mira, Titans Kinder
  - Jacqueline Montemurri, Der verbotene Planet
  - Kris Brynn, A.R.T. – Coup zwischen den Sternen
  - Sven Haupt, Wo beginnt die Nacht
  - Brandon Q. Morris, Die letzte Kosmonautin
  - Lisa J. Krieg, Drei Phasen der Entwurzelung – Oder: Die Liebe der Schildkröten
  - P. M., Die Leitung – Ein Libretto
  - Jol Rosenberg, Das Geflecht – An der Grenze

2024
- Aiki Mira, Neurobiest
  - Sven Haupt, Niemandes Schlaf
  - Lena Richter, Dies ist mein letztes Lied
  - Jaqueline Montemurri, Skábma – Das Nanobot-Experiment
  - Michael Marcus Thurner, Die Terrania-Trilogie
  - Brandon Q. Morris, Tachyon – Die Waffe
  - Christian Kellermann, Adam und Ada
  - Reda El Arbi, [empfindungsfæhig]

### Beste Erzählung
- 1981: Thomas Ziegler, Die sensitiven Jahre
- 1982: Wolfgang Jeschke, Dokumente über den Zustand des Landes vor der Verheerung
- 1983: Wolfgang Jeschke, Osiris Land
- 1984: Thomas Ziegler, Die Stimmen der Nacht
- 1985: Wolfgang Jeschke, Nekromanteion
- 1986: Hans Joachim Alpers und Ronald M. Hahn, Traumjäger
- 1987: Karl Michael Armer, Umkreisungen
- 1988: Karl Michael Armer, Die Endlösung der Arbeitslosenfrage
- 1989: Karl Michael Armer, Malessen mitte Biotechnik
- 1990: Werner Zillig, Siebzehn Sätze
- 1991: Thomas Ziegler, Eine Kleinigkeit für uns Reinkarnauten
- 1992: Horst Pukallus, Das Blei der Zeit
- 1993: Erik Simon, Von der Zeit, von der Erinnerung
- 1994: Wolfgang Jeschke, Schlechte Nachrichten aus dem Vatikan
- 1995: Erik Simon, Angela und Karlheinz Steinmüller unter dem Pseudonym Simon Zwystein, Leichter als Vakuum
- 1996: Norbert Stöbe, Der Durst der Stadt

Ab 1997 Beste Kurzgeschichte/Erzählung (zusammengefasster Preis)

### Beste Kurzgeschichte
- 1981: Ronald M. Hahn, Auf dem großen Strom
- 1982: Ronald M. Hahn, Ein paar kurze durch die Zensur geschmuggelte Szenen aus den Akten der Freiheit & Abenteuer GmbH
- 1983: Andreas Brandhorst, Die Planktonfischer
- 1984: Herbert W. Franke, Atem der Sonne
- 1985: Carl Amery, Nur einen Sommer gönnt ihr Gewaltigen
- 1986: Reinmar Cunis, Polarlicht
- 1987: Rainer Erler, Play Future
- 1989: Rainer Erler, Der Käse
- 1990: Gisbert Haefs, Wanderlust
- 1991: Peter Robert, Simulation
- 1992: Peter Schattschneider, Pflegeleicht
- 1993: Angela Steinmüller, Der Kerzenmacher
- 1994: Gert Prokop, Liebe, Du zärtlicher, zitternder Vogel
- 1995: Peter Schattschneider, Brief aus dem Jenseits
- 1996: Michael Ende, Der lange Weg nach Santa Cruz

Ab 1997 Beste Kurzgeschichte/Erzählung (zusammengefasster Preis)

### Beste Kurzgeschichte/Erzählung(zusammengefasster Preis seit 1997)
- 1997: Wolfgang Jeschke, Partner fürs Leben
- 1998: Malte S. Sembten, Blind Date
- 1999: Marcus Hammerschmitt, Wüstenlack
- 2000: Wolfgang Jeschke, Die Cusanische Acceleratio
- 2001: Marcus Hammerschmitt, Troubadoure
- 2002: Wolfgang Jeschke, Allah akbar And So Smart Our NLWs
- 2003: Erik Simon, Spiel beendet, sagte der Sumpf
- 2004: Angela Steinmüller und Karlheinz Steinmüller, Vor der Zeitreise
- 2005: Wolfgang Jeschke, Das Geschmeide
- 2006: Rainer Erler, An e-Star is born
- 2007: Marcus Hammerschmitt, Canea Null
- 2008: Michael K. Iwoleit, Der Moloch
- 2009: Andreas Eschbach, Survival-Training und Heidrun Jänchen, Ein Geschäft wie jedes andere
- 2010: Ernst-Eberhard Manski, Das Klassentreffen der Weserwinzer
- 2011: Michael K. Iwoleit, Die Schwelle
- 2012: Frank W. Haubold, Am Ende der Reise
- 2013: Klaus N. Frick, Im Käfig
- 2014: Michael Marrak, Coen Sloterdykes diametral levitierendes Chronoversum
- 2015: Fabian Tomaschek, Boatpeople
- 2016: Karsten Kruschel, Was geschieht dem Licht am Ende des Tunnels?
- 2017: Gabriele Behrend, Suicide Rooms
- 2018: Uwe Hermann, Das Internet der Dinge
- 2019: Thorsten Küper, Confinement
- 2020: Jacqueline Montemurri, Koloss aus dem Orbit
- 2021: Angela Steinmüller und Karlheinz Steinmüller, Marslandschaften
- 2022: Aiki Mira, Utopie27
- 2023: Uwe Hermann, Die Nachrichtenmacher
- 2024: Uwe Hermann, Die End-of-Life-Schaltung

### Bester ausländischer Roman
- 1984: Brian Aldiss, Helliconia Frühling
- 1985: Philip K. Dick, Valis
- 1986: Daniel Keyes, Die Leben des Billy Milligan
- 1987: Jerry Yulsman, Elleander Morning
- 1988: Christopher Priest, Der schöne Schein
- 1989: Orson Scott Card, Sprecher für die Toten
- 1990: Lucius Shepard, Das Leben im Krieg
- 1991: Iain M. Banks, Die Brücke
- 1992: Iain M. Banks, Die Wespenfabrik
- 1993: Iain M. Banks, Einsatz der Waffen
- 1994: Connie Willis, Die Jahre des Schwarzen Todes
- 1995: Ian McDonald, Schere schneidet Papier wickelt Stein
- 1996: Stephen Baxter, Zeitschiffe
- 1997: Kate Wilhelm, Inseln im Chaos

### Bestes ausländisches Werk
Diese Kategorie ersetzte „Bester ausländischer Roman“ ab 1998 und umfasst dadurch auch andere Formen als nur den Roman (z. B. einzelne Kurzgeschichten oder Novellen).
- 1998: Iain M. Banks, Die Spur der toten Sonne
- 1999: Ian McDonald, Narrenopfer
- 2000: Greg Egan, Qual
- 2001: Mary Doria Russell, Sperling
- 2002: Connie Willis, Die Farben der Zeit
- 2003: China Miéville, Die Falter / Der Weber
- 2004: Vernor Vinge, Eine Tiefe am Himmel
- 2005: China Miéville, Die Narbe / Leviathan
- 2006: China Miéville, Der Eiserne Rat
- 2007: Robert Charles Wilson, Spin
- 2008: Sergej Lukianenko, Spektrum
- 2009: Charles Stross, Das Glashaus
- 2010: John Scalzi, Androidenträume
- 2011: China Miéville, Die Stadt & Die Stadt
- 2012: Paolo Bacigalupi, Biokrieg
- 2013: Ted Chiang, Die Hölle ist die Abwesenheit Gottes
- 2014: Jo Walton, In einer anderen Welt
- 2015: Ursula K. Le Guin, Verlorene Paradiese
- 2016: Neal Stephenson, Amalthea
- 2017: Cixin Liu, Die drei Sonnen
- 2018: Nnedi Okorafor, Das Buch des Phönix (The Book of Phoenix)
- 2019: Jasper Fforde, Eiswelt (Early Riser)
- 2020: Margaret Atwood, Die Zeuginnen (The Testaments)
- 2021: Simon Stålenhag, Tales from the Loop (Ur varselklotet)
- 2022: Kim Stanley Robinson, Das Ministerium für die Zukunft (The Ministry for the Future)
- 2023: Becky Chambers, Die Galaxie und das Licht darin (The Galaxy and the Ground Within)
- 2024: Ursula K. Le Guin, Immer nach Hause (Always Coming Home)

### Beste Übersetzung
- 1981: Horst Pukallus
- 1982: Horst Pukallus
- 1983: Michael Kubiak – Michael Moorcock, Das Lachen des Harlekins
- 1984: Horst Pukallus
- 1985: Horst Pukallus
- 1986: Lore Straßl
- 1987: Lore Straßl
- 1988: Lore Straßl
- 1989: Walter Brumm
- 1990: Irene Holicki
- 1991: nicht vergeben
- 1992: Irene Bonhorst
- 1993: Irene Bonhorst – Iain M. Banks, Einsatz der Waffen
- 1994: Walter Brumm – Connie Willis, Die Jahre des Schwarzen Todes
- 1995: Ralph Tegtmeier – Ian McDonald, Schere schneidet Papier wickelt Stein
- 1996: Erik Simon – Vernor Vinge, Ein Feuer auf der Tiefe
- 1997: Ronald M. Hahn – John Clute, Science Fiction – Eine illustrierte Enzyklopädie
- 1998: Irene Bonhorst – Iain M. Banks, Die Spur der toten Sonne
- 1999: Harry Rowohlt – Kurt Vonnegut, Zeitbeben
- 2000: Bernhard Kempen – Greg Egan, Qual
- 2001: Horst Pukallus und Michael K. Iwoleit – Iain M. Banks, Förchtbar Maschien
- 2002: Christian Lautenschlag – Connie Willis, Die Farben der Zeit
- 2003: Eva Bauche-Eppers – China Miéville, Die Falter und Der Weber
- 2004: Hannes Riffel – John Clute, Sternentanz
- 2005: Peter Robert – Dan Simmons, Ilium
- 2006: Gerald Jung – John Barnes, Der Himmel so weit und schwarz
- 2007: Volker Oldenburg – David Mitchell, Der Wolkenatlas
- 2008: Hannes Riffel – Hal Duncan, Vellum
- 2009: Sara Riffel – Peter Watts, Blindflug
- 2010: Ulrich Blumenbach – David Foster Wallace, Unendlicher Spaß
- 2011: Juliane Gräbener-Müller und Nikolaus Stingl – Neal Stephenson, Anathem
- 2012: Jasper Nicolaisen und Jakob Schmidt – David Marusek, Wir waren außer uns vor Glück
- 2013: Birgit Herden, Dorothea Kallfass, Hannes Riffel – Paolo Bacigalupi, Der Spieler
- 2014: Margo Jane Warnken – Julie Phillips, James Tiptree, Jr. – Das Doppelleben der Alice B. Sheldon
- 2015: Justin Aardvark und Jürgen Zahn – Ian Doescher, William Shakespeares Star Wars; sowie Horst Illmer – Ursula K. Le Guin, Verlorene Paradiese
- 2016: Eva Bauche-Eppers – China Miéville, Das Gleismeer
- 2017: Martina Hasse – Cixin Liu, Die drei Sonnen
- 2018: Claudia Kern – Connie Willis, Dunkelheit und Licht (Blackout und All Clear)
- 2019: Jakob Schmidt – Kim Stanley Robinson, New York 2140
- 2020: Andreas Flieder – China Miéville, Die letzten Tage von Neu-Paris (The Last Days of New Paris)
- 2021: Susanne Gerold  – N.K. Jemisin, Die große Stille (The Broken Earth); 3 Bände
- 2022: Pia Biundo – Carlos Suchowolski, Das Licht der Hohlwelt (Una nueva conciencia)
- 2023: Eva Bauche-Eppers – Jeff VanderMeer, Veniss Underground
- 2024: Matthias Fersterer, Karen Nölle, Helmut W. Pesch – Ursula K. Le Guin, Immer nach Hause (Always Coming Home)

### Bester Graphiker
- 1981: Thomas Franke
- 1982: Thomas Franke
- 1983: Ulf Herholz
- 1984: Helmut Wenske
- 1985: Helmut Wenske
- 1986: Helmut Wenske
- 1987: Klaus Holitzka
- 1988: Klaus Holitzka
- 1989: Helmut Wenske
- 1990: Dieter Rottermund
- 1991: Dieter Rottermund
- 1992: Dieter Rottermund

### Beste Graphik
Diese Kategorie ersetzte „Bester Graphiker“ im Jahre 1993 und wird im Unterschied dazu für eine ganz bestimmtes Werk eines Graphikers vergeben.
- 1993: Jörg Remé – Titelbild zu James Morrow, Die eingeborene Tochter
- 1994: Karel Thole für sein Lebenswerk
- 1995: Jobst Teltschik – Titelbild zu Ian McDonald, Schere schneidet Papier wickelt Stein
- 1996: Dieter Rottermund – Titelbilder zu Jack Vance, Cadwal-Trilogie
- 1997: nicht vergeben
- 1998: Attila Boros für das Titelbild und die Farbillustrationen zu Wolfgang Jeschke, Meamones Auge
- 1999: Thomas Thiemeyer für das Titelbild zu Kurd Laßwitz, Auf zwei Planeten
- 2000: Mario Franke für das Titelbild zu Erik Simon, Lichtjahr 7
- 2001: Fred-Jürgen Rogner für das Titelbild von Joe Haldeman, Der ewige Friede
- 2002: Thomas Thiemeyer für das Titelbild und die Illustrationen zu Andreas Eschbach, Quest
- 2003: Thomas Thiemeyer für das Titelbild zu Ben Bova, Jupiter
- 2004: Thomas Thiemeyer für das Titelbild zu Ben Bova, Der Asteroidenkrieg
- 2005: Dirk Berger für die Illustrationen zu Michael Marrak, Imagon und Michael Marrak für das Titelbild zu Klaus Bollhöfener, PHANTASTISCH! 15
- 2006: Thomas Thiemeyer für das Titelbild zu Helmuth W. Mommers, Die Legende von Eden und andere Visionen
- 2007: Thomas Franke für das Titelbild zu Wolfgang Jeschke, Der Zeiter
- 2008: Franz Vohwinkel für das Titelbild zu John Meaney, Tristopolis
- 2009: Carsten Dörr für das Titelbild zu Frank Hebben, Prothesengötter
- 2010: Franz Vohwinkel für das Titelbild zu Stephen Hunt, Das Königreich der Lüfte
- 2011: Timo Kümmel für das Titelbild zu Dirk van den Boom, Die Ankunft (Kaiserkrieger, Band 1)
- 2012: Alexander Preuss für das Titelbild zu Armin Rößler, Heidrun Jänchen (Hrsg.), Emotio
- 2013: Thomas Franke für das Titelbild zu Exodus 29
- 2014: Pierangelo Boog für das Titelbild zu Exodus 30
- 2015: Timo Kümmel für das Titelbild zu Dirk van den Boom, Aufgehende Sonne (Kaiserkrieger, Band 7)
- 2016: Dirk Berger für das Titelbild zu Nova 23
- 2017: Greg Ruth für das Titelbild zu Nnedi Okorafor, Lagune
- 2018: Lothar Bauer für das Titelbild zu Axel Kruse, Luna Incognita
- 2019: Michael Marrak für das Titelbild zu seinem Buch Die Reise zum Mittelpunkt der Zeit
- 2020: Michael Marrak für das Titelbild zu Michael Marrak, Der Garten des Uroboros
- 2021: Meike Schultchen für das Titelbild zu René Moreau und Michael Vogt (Hrsg.): Cozmic 2
- 2022: Hubert Schweizer für das Titelbild zu René Moreau, Heinz Wipperfürth und Hans Jürgen Kugler: exodus 43
- 2023: Thomas Thiemeyer für das Titelbild zu René Moreau, Heinz Wipperfürth und Hans Jürgen Kugler: exodus 44
- 2024: Thomas Thiemeyer für das Titelbild zu Hans Jürgen Kugler und René Moreau: Exodus – Ferne Horizonte

### Bestes Hörspiel
ab 1993 von einer Jury vergeben
- 1987: Harald Mueller, Totenfloß. Regie: George Tabori. Musik: Klaus Buhlert
- 1988: Carl Amery, Das Penthouse-Protokoll. Regie: Norbert Schaeffer. Musik: Matthias Thurow
- 1989: Wolfgang Jeschke, Jona im Feuerofen – oder: Das versehrte Leben. Regie: Wolf Euba
- 1990: Dieter Hasselblatt, Projekt Ichthanthropos gescheitert. Regie: Jürgen Dluzniewski
- 1991: Eike Gallwitz, Ambra – Das letzte Geschenk. Regie: Andreas Weber-Schäfer
- 1992: Hermann Motschach, Midas – oder: Die Auferstehung des Fleisches (nach dem gleichnamigen Roman von Wolfgang Jeschke). Regie: Andreas Weber-Schäfer
- 1993: Eva Maria Mudrich, Sommernachtstraum
- 1994: nicht vergeben
- 1995: nicht vergeben
- 1996: Wolfgang Rindfleisch, Uhrwerk Orange (nach Anthony Burgess, A Clockwork Orange). Regie: Wolfgang Rindfleisch. Musik: Trötsch
- 1997: Friedrich Bestenreiner, Paradise Hospital Inc.. Regie: Thomas Werner
- 1998: Karlheinz Knuth, Die Tage nebenan – oder: Da, wo Cäsar nicht ermordet wurde. Regie: Thomas Werner
- 1999: Heiko Michael Hartmann, MOI. Regie: Oliver Sturm
- 2000: Marina Dietz, Träumen Androiden (nach Philip K. Dick, Do Androids Dream of Electric Sheep). Regie: Marina Dietz
- 2001: nicht vergeben
- 2002: Walter Adler, Tokio liebt uns nicht mehr (nach Ray Loriga, Tokio ya no nos quiere). Regie: Walter Adler
- 2003: nicht vergeben
- 2004: nicht vergeben
- 2005: Norbert Schaeffer, Das letzte Geheimnis (nach Bernard Werber, L'ultime secret). Regie: Norbert Schaeffer
- 2006: Matthias Wittekindt, Das Lewskow-Manuscript. Regie: Alexander Schuhmacher. Musik: Tim Frühwirth, Lömsch Le Mans, Frank Wingold
- 2007: Matthias Scheliga, Amnesia. Regie: Jürgen Dluzniewski
- 2008: nicht vergeben
- 2009: Bodo Traber & Tilman Zens, Die Flüsterer, Regie: Petra Feldhoff
- 2010: nicht vergeben
- 2011: nicht vergeben
- 2012: Till Müller-Klug, Sprachlabor Babylon, Regie: Thomas Wolfertz, Musik: Ekkehard Ehlers
- 2013: Heinz von Cramer, Unerwartete Ereignisse, Regie: Burkhard Schmid
- 2014: nicht vergeben
- 2015: Walter Adler, Foxfinder, Regie: Walter Adler
- 2016: Georg Heinzen, Sale, Regie: Martin Zylka
- 2017: nicht vergeben
- 2018: Bodo Traber, Paradise Revisited, Regie: Bodo Traber[6]
- 2019: Anne Krüger,  Supermarkt, Regie: Andrea Getto
- 2020: Gerrit Booms, Unser Leben in den Wäldern, Regie: Gerrit Booms
- 2021: Heinz Sommer, Der zweite Schlaf, Regie: Leonhard Koppelmann
- 2022: Christian Wittmann und Georg Zeitblom: r_crusoe™
- 2023: Emma Braslavsky: Die Nacht war bleich, die Lichter blinkten, Regie: Lorenz Schuster
- 2024: kein Preis vergeben

### Bester Film
- 1987: Rainer Erler, News – Bericht über die Reise in eine strahlende Zukunft
- 1988: Wim Wenders, Der Himmel über Berlin
- 1989: Terry Gilliam, Münchhausen
- 1990: nicht vergeben
- 1991: Peter Fleischmann, Es ist nicht leicht, ein Gott zu sein
- 1992: nicht vergeben
- 1993: David Fincher, Alien 3
- 1994: nicht vergeben
- 1995: nicht vergeben
- 1996: nicht vergeben

### Bester Sachtext
- 2023: Hardy Kettlitz und Melanie Wylutzki, Das Science Fiction Jahr 2022
- 2024: Hans Frey, Vision und Verfall - Deutsche Science Fiction in der DDR

### Sonderpreis
- 1981: Hans Joachim Alpers, Werner Fuchs, Ronald M. Hahn und Wolfgang Jeschke für das Lexikon der Science Fiction Literatur
- 1982: Wolfgang Jeschke als Förderer der deutschen SF und Herausgeber des Heyne Science Fiction Magazin
- 1983: Hans Joachim Alpers, Werner Fuchs und Ronald M. Hahn für Reclams Science Fiction Führer
- 1984: Heinrich Wimmer (Corian Verlag) für besonderen verlegerischen Mut
- 1985: Joachim Körber, Bibliographisches Lexikon der utopisch-phantastischen Literatur
- 1986: Dieter Hasselblatt für seine Verdienste um das SF-Hörspiel
- 1987: Ute Bauer, Olaf Rappold und Thomas Tilsner für SCIENCE FICTION MEDIA
- 1988: Wolfgang Jeschke, Das Science Fiction Jahr
- 1989: Ute Bauer, Olaf Rappold und Thomas Tilsner für SCIENCE FICTION MEDIA
- 1990: Walter Froneberg (Oberbürgermeister der Stadt Wetzlar) für seine Unterstützung der Phantastischen Bibliothek Wetzlar
- 1991: Hans Joachim Alpers für langjährige sekundärliterarische Leistungen
- 1992: Organisationskomitee der SF-Tage Nordrhein-Westfalen
- 1993: Waldemar Kumming für die MUNICH-ROUND-UP-Redaktion und sein Lebenswerk
- 1994: Organisationskomitee der SF-Tage Nordrhein-Westfalen
- 1995: Das Team von ALIEN CONTACT
- 1996: Walter Ernsting für sein Lebenswerk als Autor, Übersetzer, Literarischer Agent, Herausgeber, Lektor und Initiator
- 1997: Wolfgang Jeschke für die Förderung der SF-Kurzgeschichte und seine Herausgeberschaft des Jahrbuchs Das SF Jahr
- 1998: Hermann Urbanek für seine Literatur-News in den ANDROMEDA NACHRICHTEN, im Heyne SF Jahr und anderen Publikationen
- 1999: Rudi Schweikert für die Neuedition von Kurd Laßwitz, Auf zwei Planeten
- 2000: Erik Simon und der Freundeskreis Science Fiction Leipzig e. V.
- 2001: Wolfgang Jeschke für sein Lebenswerk und seine Verdienste um die SF in Deutschland
- 2002: Hardy Kettlitz für die Chefredaktion von 42 Ausgaben ALIEN CONTACT und der Alien-Contact-Buchreihe, die Herausgabe der Reihe SF PERSONALITY sowie die Organisation der Berliner Tage der Phantasie
- 2003: Hans-Peter Neumann für Die große illustrierte Bibliographie der Science Fiction in der DDR
- 2004: Franz Rottensteiner für die langjährige Herausgabe des Quarber Merkur
- 2005: Klaus Bollhöfener für seine Tätigkeit als Chefredakteur von Phantastisch!
- 2006: Sascha Mamczak für das Lektorat und die Herausgabe der Werke von Philip K. Dick und Carl Amery (posthum) für sein Lebenswerk
- 2007: Christian Pree für seine Bibliographie deutschsprachiger Science-Fiction-Stories und Bücher, die zur nicht-kommerziellen Verwendung im Internet zur Verfügung steht
- 2008: Helmuth W. Mommers für seine Bemühungen um die SF-Kurzgeschichte im Allgemeinen und die Visionen-Reihe im Besonderen
- 2009: Ernst Vlcek posthum für sein Lebenswerk und Wolfgang Both für sein Buch Rote Blaupausen über sozialistische Utopien.
- 2010: Guido Latz für seine Bemühungen um die SF im Rahmen des Atlantis Verlags und für das langjährige Betreiben des Newsletters von phantastik.de
- 2011: Dieter von Reeken für die Neuauflage der phantastischen Geschichten von Oskar Hoffmann sowie für sein anhaltendes Bemühen, das Gesamtwerk von Kurd Laßwitz herauszugeben
- 2012: Helmuth W. Mommers für die Gründung der Villa Fantastica in Wien und Hans Joachim Alpers posthum für sein Lebenswerk
- 2013: Ernst Wurdack für langjährige Förderung deutschsprachiger Science Fiction durch seine Verlegertätigkeit und die Förderung neuer Talente durch Anthologien und Sammelbände
- 2014: Martin Kempf und das Team des Fandom Observer für 300 Ausgaben des Szene-Magazins in 25 Jahren
- 2015: Bernd Kronsbein, Elisabeth Bösl, Christian Endres und Sebastian Pirling für ihre Arbeit als Redakteure für www.dieZukunft.de; sowie René Moreau, Olaf Kemmler und Heinz Wipperfürth für die Herausgabe des Science-Fiction Magazins Exodus und die Förderung der Science-Fiction Kurzgeschichte
- 2016: Hannes Riffel, Sascha Mamczak und das Golkonda-Team für die Fortführung der sekundärliterarischen Institution Das Science Fiction Jahr; sowie Roger Murmann, Christian de Ahna, Birgit Fischer und Kurt Zelt für 30 Jahre Buchmessecon
- 2017: Ralf Boldt, Sylvana Freyberg und das Team von MediKonOne für die Durchführung des MediKonOne; sowie Herbert W. Franke für sein Lebenswerk
- 2018: Thomas Le Blanc für den Aufbau und Erhalt der Phantastischen Bibliothek Wetzlar
- 2019: Ronald M. Hahn, Michael K. Iwoleit, Helmuth W. Mommers, Olaf G. Hilscher, Frank Hebben und Michael Haitel für ihre Beteiligungen am Nova Magazin
- 2020: Melanie Wylutzki, Hardy Kettlitz und Klaus Farin für ihren Einsatz zur Rettung von Das Science Fiction Jahr
- 2021: Freundeskreis Science Fiction Leipzig e. V. (FKSFL) für die kontinuierliche Organisation des ElsterCons, auch in Pandemie-Zeiten
- 2021: Hans Frey für seine Sachbücher zur Geschichte der deutschsprachigen Science Fiction Fortschritt und Fiasko und Aufbruch in den Abgrund
- 2022: Franz Rottensteiner für sein Lebenswerk als Herausgeber, Essayist und Rezensent von Science Fiction
- 2022: Hans Jürgen Kugler und René Moreau für die Herausgabe der Themen-Anthologie Macht und Wort
- 2023: Christian Hoffmann und Udo Klotz für die Herausgabe des Magazins !Time Machine
- 2023: Wolfgang Both, Mario Franke und Ralf Neukirchen für SF in der DDR im Rahmen der Ausstellung Leseland DDR
- 2024: Fritz Heidorn, Die Deutsche KlimaStiftung, Klimahaus Bremerhaven GmbH und Hirnkost KG für den Literaturwettbewerb Klimazukünfte 2050
- 2024: René Moreau, Olaf Kemmler, Heinz Wipperfürth und Hans Jürgen Kugler für 20 Jahre Exodus (in neuem Gewand)
- 2024: Das Team vom Hirnkost Verlag für die Herausgabe der ersten deutschen Anthologie israelischer Science Fiction, Zionʼs Fiction

## Kontroverse
2025 wurde in der Kategorie „Beste Grafik zur SF (Cover, Illustrationen) mit deutscher Erstausgabe von 2024“ die Grafik „Galaktische Bühne“ von Olaf Kemmler nominiert, veröffentlicht als Titel-Illustration zu Michael Steinmann: „Irgendwo ist immer gestern“. Lesewuth-Verlag, Essen 2024, ISBN 3-949995-08-0.
Mehrere Mitglieder des Vorauswahlgremiums, das die Nominierungsvorschläge vorab begutachtet, lehnten das Motiv als „sexistisch“ ab. Darauf wurde die Grafik nicht in die Nominierungsliste aufgenommen. Dazu gab es ab Ende März 2025 eine kontroverse Diskussion im Online-Forum SF-Netzwerk.
Der mehrfache Preisträger Horst Pukallus veröffentlichte ein Gutachten zu dem Kunstwerk.